# Majd Eddin Ghazal
Majed Aldin Tarad Ghazal (arabisch مجد الدين غزال, DMG Maǧd ad-Dīn Ġazāl; * 21. April 1987 in Damaskus) ist ein syrischer Leichtathlet, der sich auf den Hochsprung spezialisiert hat. Er ist Inhaber des Landesrekords in dieser Disziplin und feierte mit dem Gewinn der Bronzemedaille bei den Weltmeisterschaften 2017 in London seinen größten Erfolg. Zudem siegte er bei den Asienmeisterschaften und gewann zahlreiche weitere Medaillen bei internationalen Meisterschaften und zählt damit zu den erfolgreichsten syrischen Leichtathleten aller Zeiten.

## Sportliche Laufbahn
Erste internationale Erfahrungen sammelte Majd Eddin Ghazal bei den Panarabischen Juniorenmeisterschaften 2006 in Kairo, bei denen er mit 2,09 m die Bronzemedaille gewann. Im Jahr darauf gewann er bei den Arabischen Meisterschaften in Amman mit 2,17 m ebenfalls Bronze und belegte bei den Asienmeisterschaften ebendort mit 2,10 m Rang 14. Anschließend gewann er bei den Panarabischen Spielen in Kairo mit 2,14 m die Bronzemedaille. 2008 gewann er bei den Hallenasienmeisterschaften in Doha mit 2,21 m die Silbermedaille hinter dem Kasachen Sergei Sassimowitsch. Während der Freiluftsaison qualifiziert er sich erstmals für die Olympischen Spiele in Peking, bei denen er mit 2,20 m in der Qualifikation ausschied. 2009 wurde er bei den Mittelmeerspielen in Pescara mit 2,15 m Neunter und schied bei den Weltmeisterschaften in Berlin mit derselben Höhe in der Qualifikation aus. Anschließend gewann er bei den Hallenasienspielen in Hanoi mit 2,22 m die Silbermedaille hinter dem Kasachen Witali Zykunow und wurde bei den Asienmeisterschaften in Guangzhou mit 2,10 m Achter. Zuvor gewann er bei den Arabischen Meisterschaften in Damaskus mit 2,16 m ebenfalls Silber.
2010 nahm er zum ersten Mal an den Asienspielen in Guangzhou und schied dort mit 2,10 m in der Qualifikation aus. Im Jahr darauf folgte der Gewinn der Silbermedaille mit 2,28 m bei den Asienmeisterschaften in Kōbe hinter dem Katari Mutaz Essa Barshim. Anschließend wurde er bei den Militärweltspielen in Rio de Janeiro mit 2,17 m Achter und schied bei den Weltmeisterschaften in Daegu mit 2,21 m in der Qualifikation aus. Im Oktober folgte der Gewinn der Silbermedaille bei den Panarabischen Meisterschaften in al-Ain mit 2,22 m hinter Barshim. Bei den Hallenasienmeisterschaften 2012 in Hangzhou gewann er mit 2,24 m die Bronzemedaille und qualifizierte sich für die Hallenweltmeisterschaften in Istanbul, bei denen er mit 2,26 m in der Qualifikation ausschied. Zudem nahm er erneut an den Olympischen Spielen in London teil und konnte sich dort mit 2,16 m nicht für das Finale qualifizieren. 2013 folgte ein achter Platz bei den Mittelmeerspielen in Mersin mit übersprungenen 2,18 m und einer fünfter Platz mit 2,21 m bei den Asienmeisterschaften in Pune. Anschließend schied er bei den Weltmeisterschaften in Moskau mit 2,22 m in der Qualifikation aus und gewann bei den Islamic Solidarity Games in Palembang mit 2,20 m die Silbermedaille hinter dem Iraner Keyvan Ghanbarzadeh.
Im Jahr 2014 gewann er bei den Hallenasienmeisterschaften in Hangzhou mit 2,20 m erneut die Silbermedaille hinter Barshim und wurde bei den Asienspielen im südkoreanischen Incheon mit 2,20 m Sechster. 2015 wurde er mit übersprungenen 2,10 m Achter bei den Asienmeisterschaften in Wuhan. Anschließend schied er bei den Weltmeisterschaften in Peking mit 2,29 m in der Qualifikation aus und siegte später mit 2,31 m bei den Militärweltspielen in Mungyeong. Bei den Hallenasienmeisterschaften in Doha im Jahr darauf gewann er mit 2,28 m die Silbermedaille und er nahm auch zum dritten Mal an den Olympischen Spielen in Rio de Janeiro teil, bei denen er mit 2,29 m im Finale Siebter wurde. 2017 siegte er erneut bei den Islamic Solidarity Games in Baku mit 2,28 m und gewann bei den Asienmeisterschaften in Bhubaneswar mit 2,24 m die Bronzemedaille. Anschließend gewann er bei den Weltmeisterschaften in London mit 2,29 m im Finale überraschend die Bronzemedaille hinter Barshim und dem Russen Danil Lyssenko. Anfang September siegte er zudem mit 2,26 m bei den Asian Indoor & Martial Arts Games in Aşgabat.
2018 siegte er mit 2,28 m bei den Mittelmeerspielen in Tarragona und gewann bei seiner dritten Teilnahme an den Asienspielen in Jakarta mit 2,24 m die Bronzemedaille hinter dem Chinesen Wang Yu und Woo Sang-hyeok aus Südkorea. Anschließend wurde er beim Leichtathletik-Continentalcup in Ostrava mit übersprungenen 2,24 m Vierter. Bei den Asienmeisterschaften 2019 in Doha siegte er mit übersprungenen 2,31 m. Er qualifizierte sich damit für die Weltmeisterschaften in Doha ebendort, bei denen er überraschend mit 2,17 m in der Qualifikation ausschied. Anschließend gewann er bei den Militärweltspielen in Wuhan mit übersprungenen 2,20 m die Silbermedaille hinter dem Russen Ilja Iwanjuk. 2021 nahm er an den Olympischen Spielen in Tokio teil und verpasste dort mit 2,21 m den Finaleinzug.
2022 siegte er mit 2,24 m beim Kladno hází a Kladenské memoriály und gewann anschließend bei den Mittelmeerspielen in Oran mit 2,22 m die Silbermedaille hinter dem Algerier Bilel Afer. 2023 gewann er bei den Hallenasienmeisterschaften in Astana mit 2,24 m die Bronzemedaille hinter dem Japaner Ryōichi Akamatsu und Woo Sang-hyeok aus Südkorea. Im Oktober wurde er bei den Asienspielen in Hangzhou mit 2,19 m Sechster.

## Persönliche Bestleistungen
- Hochsprung: 2,36 m, 18. Mai 2016 in Peking (syrischer Rekord)
  - Hochsprung (Halle): 2,28 m, 19. Februar 2016 in Doha (syrischer Rekord)